# ゴーゴー・キカイダー
「ゴーゴー・キカイダー」は、秀夕木、コロムビアゆりかご会のシングル。1972年8月10日に日本コロムビアから発売された。型番はSCS-503。

## 解説
表題曲「ゴーゴー・キカイダー」は、特撮テレビドラマ『人造人間キカイダー』のオープニングテーマとして使用された。カップリングには、同じく秀夕木が歌う同作エンディングテーマ「戦え!!人造人間キカイダー」が収録されている。

## 収録曲
（全作曲・編曲：渡辺宙明）
1. ゴーゴー・キカイダー
歌：秀夕木、コロムビアゆりかご会
作詞：石森章太郎
  - 特撮テレビドラマ『人造人間キカイダー』オープニングテーマ。
2. 戦え!!人造人間キカイダー
歌：秀夕木、コロムビアゆりかご会
作詞：八手三郎
  - 特撮テレビドラマ『人造人間キカイダー』エンディングテーマ。
  - 『キカイダー』次回予告BGMにはオリジナル・カラオケの短縮版を使用、次作『キカイダー01』の次回予告BGMにも使用された。
  - 曲の終盤でトランペットの演奏ミスがある。渡辺宙明がラジオ番組[1]で語ったところによるとリテイク要請はしたものの当時の日本コロムビアの担当者は「本番を録ったら聴き直ししない（＝リテイクを受け付けない）」方針であり無視されてそのまま採用となってしまったとの事。ちなみに、その様な傾向が続いた為に演奏者側からクレームが入った事で状況が改善され、現在のコロムビアではその様な事はないとの事。

## カバー
「アニメタル・マラソンII 特撮編」
アニメタルによる「ゴーゴー・キカイダー」のカバーを収録。
「百歌声爛 -男性声優編-II」
藤原啓治による「ゴーゴー・キカイダー」のカバーを収録。
「ゴーゴー・キカイダー REBOOT2014」
ザ・コレクターズによるアレンジ版。2014年に公開された映画『キカイダー REBOOT』では主題歌として使用された。作曲者である渡辺宙明も編曲で参加している。
サウンドトラック・アルバムには実際の映画で使われた短縮版を収録。2019年現在、フルサイズは配信音源と『キカイダーREBOOT』の限定版パンフレットの特典CDにしか収録されていない。